# Ioan Rau
Ioan Rau este un fost senator român în legislatura 1996-2000 ales în județul Hunedoara pe listele partidului PNȚCD. Ioan Rau a demisionat la data de 17 martie 1997 și a fost înlocuit de senatorul Andreiu Oprea. În cadrul activității sale parlamentare, Ioan Rau a fost membru în grupurile parlamentare de prietenie cu Republica Federală Germania și Regatul Thailanda.  Ioan Rau a fost membru în comisia pentru cercetarea abuzurilor, combaterea corupției și petiții precum și în comisia pentru sănătate publică.  